# قائمة أنواع الكيكوال
يوجد عدة أنواع من جنس الكيكوال:
- كيكوال هندي (الاسم العلمي: Quisqualis indica)
- كيكوال مالاباري (الاسم العلمي: Quisqualis malabarica)
- كيكوال ذنبي (الاسم العلمي: Quisqualis caudata)
- كيكوال مؤتلف (الاسم العلمي: Quisqualis conferta)
- كيكوال منجلي (الاسم العلمي: Quisqualis falcata)
- كيكوال ساحلي (الاسم العلمي: Quisqualis littorea)
- كيكوال موسيندي الزهر (الاسم العلمي: Quisqualis mussaendiflora)
- كيكوال صغير الزهر (الاسم العلمي: Quisqualis parviflora)
- كيكوال صغيرة الورق (الاسم العلمي: Quisqualis parvifolia)
- كيكوال بليغريني (الاسم العلمي: Quisqualis pellegriniana)
- كيكوال بييري (الاسم العلمي: Quisqualis pierrei)
- كيكوال مضجع (الاسم العلمي: Quisqualis prostrata)
- كيكوال متلم (الاسم العلمي: Quisqualis sulcata)
- كيكوال ثورلي (الاسم العلمي: Quisqualis thorelii)
- كيكوال ثنائي القنابة (الاسم العلمي: Quisqualis bibracteata)
- كيكوال كثيف الزهر (الاسم العلمي: Quisqualis densiflora)
- كيكوال شوكي (الاسم العلمي: Quisqualis spinosa)